# Jukka Koskinen
Jukka Koskinen (* 16. července 1981, Helsinky) je finský hudebník, který je baskytaristou finské kapely Wintersun. Byl také basistou skupin Norther (od roku 2000 do jejich rozpuštění v roce 2012), Amberian Dawn (2010–2013) a Cain's Offering (2009–2014). V květnu 2021 byl potvrzen jako baskytarista Nightwish pro jejich světové turné v letech 2021 a 2022. Dne 21.08.2022 byl potvrzen jako nový člen kapely Nightwish.